# Sultan Pur Majra
Sultan Pur Majra, en hindi : सुलतान पुर माजरा, est une ville du district Nord-Ouest de Delhi, dans le territoire de Delhi, en Inde. Selon le recensement de l'Inde de 2011, elle compte une population de 181 554 habitants.